# Mitchellville (Tennessee)
Mitchellville es una ciudad ubicada en el condado de Sumner en el estado estadounidense de Tennessee. En el Censo de 2010 tenía una población de 189 habitantes y una densidad poblacional de 140,6 personas por km².

## Geografía
Mitchellville se encuentra ubicada en las coordenadas 36°38′3″N 86°32′24″O / 36.63417, -86.54000. Según la Oficina del Censo de los Estados Unidos, Mitchellville tiene una superficie total de 1.34 km², de la cual 1.34 km² corresponden a tierra firme y (0%) 0 km² es agua.

## Demografía
Según el censo de 2010, había 189 personas residiendo en Mitchellville. La densidad de población era de 140,6 hab./km². De los 189 habitantes, Mitchellville estaba compuesto por el 97.88% blancos, el 1.59% eran afroamericanos, el 0% eran amerindios, el 0% eran asiáticos, el 0% eran isleños del Pacífico, el 0.53% eran de otras razas y el 0% pertenecían a dos o más razas. Del total de la población el 3.17% eran hispanos o latinos de cualquier raza.